# ناحية أبو رأسين
ناحية أبو رأسين هي ناحية إدارية سورية تتبع منطقة رأس العين في شمال غرب محافظة الحسكة. مركزها بلدة أبو رأسين. تضم في مكوناتها السكانية العرب والأكراد وأقليات من الأرمن. أحدثت عام 2008م بفصل قراها عن ناحية مركز رأس العين وعن ناحية الدرباسية.

## قرى وبلدات ناحية أبو راسين

### أ
- إبراهيمية
- أبو رأسين
- أبو كبرة
- الأسدية
- أم حجرة
- أم حرملة أميرط
- أم حرملة بسيس شرقية
- أم حرملة بسيس غربية
- أم الدبس
- أم سلبة
- أم الشوالي
- أم الشور
- أم عربانة
- أم عياش تحتاني
- أم عياش فوقاني
- أميرط

### ب
- باب الخير
- باب الفرج
- البارزة
- برقة
- بستان
- بسمان
- البعث
- بنجة

### ت
- تل الأبل
- تل الأمير
- تل بيدر
- تل ذياب
- تل حرمل
- تل جاموس
- تل خضراوي
- تل الشعير
- تل الصخر
- تل عبود
- تل قرطل
- تل اللبن
- تل محمد كبير
- تل الورد شرقي
- تل الورد غربي

### ج
- جان تمر شرقي
- جان تمر غربي
- جديدة
- جديدة ذيبان
- جلق

### ح
- الحسينية
- حلوة
- حلوة عرادة
- حليوة وسطاني
- حكيمة
- حميدية

### خ
- خربة جمو
- خربة حميد
- خربة خضرة
- خربة الدبكة
- خربة دويش
- خربة غدير
- خربة منصور
- الخزنة
- خزنة (المضيق)

### د
- دادا عبدال
- داوودية
- دلاوية
- دكوك

### ر
- ربيعات شرقي
- ربيعات غربي

### ز
- الزاهرة
- الزيدية

### س
- سكرية
- سيحة زركان

### ش
- شط العرب شرقي
- شط العرب غربي
- شويحان

### ص
- صباحية
- الصفا
- صندوقلية خريبة شوك

### ط
- طالعة المعامرة

### ع
- العاصي
- العالية
- عباه
- عبد السلام شرقي
- عبد السلام غربي
- عرادة كبيرة
- العروبة
- عنابية
- عنيق الهوا

### ف
- فتح الله
- فاطمة الشرقية
- فاطمة الغربية
- فرحية ذيبان
- فقيرة
- الفيضات

### ق
- القصر

### ك
- كسرة
- كريمة

### ل
- لزاقة
- لزاكة(المضيق)

### م
- مباركية
- مبروكة
- مريكيز
- المزار
- المدينة
- المشيرفة (أميرط)
- مشيرفة (جان تمر غربي)
- المضيق
- المطلة
- المطمورة
- مطيعة
- ملا صديق

### هـ
- الهاشمية

### و
- الوعر
- وهران